# سيلفان جولدمان
سيلفان ناثان جولدمان (بالإنجليزية: Sylvan Goldman)‏ (15 نوفمبر 1898 - 25 نوفمبر 1984) رجل أعمال أمريكي ومخترع لعربة التسوق، كان لتصميمه زوج من سلال سلكية كبيرة متصلة بأذرع معدنية أنبوبيّة بأربع عجلات.

## حياة سابقة
ولد سيلفان ناثان جولدمان لعائلة يهودية، وهو ابن هورتينس (ني دريفوس) ومايكل جولدمان، في أردمور، تشيكاساو نيشن، أوكلاهوما، كانت والدته قد هاجرت من فرنسا ووالده من لاتفيا، كان لديه أخ أكبر، ألفريد كان والده يعمل في العديد من متاجر السلع الجافة المملوكة لعائلة زوجته، ويقع أحدها في الأراضي الهندية حيث وُلد سيلفان، نشأ سيلفان في العقيدة اليهودية وكان بارز ميتزفاهيد، تعلم سيلفان تجارة التجزئة من والده وأعمامه.

## مهنة
بعد الحرب، في عام 1919، افتتح سيلفان وأخوه ألفريد جولدمان براذرز ثمار البيع بالجملة في بريكنريدج، تكساس، كانوا في البداية ناجحين للغاية بسبب طفرة النفط في تكساس في ذلك الوقت، لكن وضعهم تدهور بسرعة بمجرد انتهاء الطفرة، ثم انتقل الأخوان إلى ولاية كاليفورنيا حيث عملوا لتجار البقالة، في البداية يخططون لفتح أعمالهم التجارية الخاصة بالجملة في كاليفورنيا، عادوا بدلاً من ذلك إلى أوكلاهوما بناءً على طلب من أعمامهم الذين أرادوا بدء سلسلة متاجر بيع المواد الغذائية الخاصة بهم، عرض الأعمام على دفع جميع الأموال وكذلك التخلي عن 75 ٪ من مصلحة الأخوة في المشروع، بقبولهم العرض السخي ومسلحين بفهم لمفهوم المتجر الجديد الذي رأوه في ولاية كاليفورنيا، «السوبر ماركت» - حيث كانت جميع أنواع الطعام المختلفة متاحة للبيع في متجر واحد وخدم العملاء - عادوا إلى أوكلاهوما وأسس أول سوبر ماركت في الولاية، شركة بقالة الشمس، افتتحوا أول متجر لهم في 3 أبريل 1920، في 1403 شارع إيست فيفثنتس في تولسا، أوكلاهوما مع سيلفان في منصب الرئيس وألفريد كنائب للرئيس، في غضون عام واحد، كانوا يعملون في واحد وعشرين من أسواق بقالة الشمس في جميع أنحاء الولاية، في غضون ثلاث سنوات، كان لديهم خمسة وخمسين متجرًا.
في عام 1929، باعوا سلسلة شمس إلى متاجر الطريق الأمن قبل عدة أشهر من تحطم سوق الأوراق المالية عام 1929، على الرغم من جني مبلغ ضخم في الوقت المناسب من بيع الطريق الآمن، فقد جولدمان وأخوه الكثير من ثروتهم في الحادث، وتم منعهم من التنافس مع الطريق الأمن في تولسا بسبب اتفاقية عدم المنافسة، وانتقلوا إلى مدينة أوكلاهوما حيث اشتروا خمسة متاجر بقالة وشكلوا شركة جديدة تسمى البقالة القياسية، سرعان ما نفّذوا الدروس التي تعلموها في تولسا، وبأرباحهم، اشتروا سلسلة متاجر البقالة المتعثرة شئ مستحيل إصلاحه في عام 1934، توفي ألفريد في عام 1937.
في عام 1943، دمج سيلفان بين علامتين تجاريتين في شركة واحدة: قياسي هامبتي فارغ، معنيًا بالتخفيف من الصعوبة التي تواجهها المرأة في مفهوم الخدمة الذاتية، حيث كان عليها غالبًا التعامل مع سلة التسوق والأطفال، فقد طور ما كان سيصبح عربة التسوق.

### اختراع عربة التسوق
قدم الجهاز في 4 يونيو 1937، في سلسلة متاجر هامبتي دمبتي في أوكلاهوما، والتي كان صاحبها، بمساعدة ميكانيكي يدعى فريد يونغ، صاغ جولدمان عربة التسوق الأولى، مستندا في تصميمه على كرسي خشبي قابل للطي، بنوها بإطار معدني وعجلات مضافة وسلال سلكية، طور ميكانيكي آخر، آرثر كوستيد، طريقة لإنتاج العربات على نطاق واسع من خلال اختراع خط تجميع قادر على تشكيل ولحام السلك، مُنِحت العربة رقم 2,196,914 براءة اختراع في 9 أبريل 1940 (تاريخ التسجيل: 14 مارس 1938)، بعنوان «طي سلة النقل لمحلات الخدمة الذاتية»، أعلنوا عن الاختراع كجزء من «خطة حمل سلة جديدة».
لم يخترع الاختراع على الفور، وجد الرجال لهم مخنثين، وجدت النساء لهم توحي عربة أطفال، «لقد دفعت طفلي الأخير عربات التي تجرها الدواب»، أبلغته النساء بالإهانة، بعد استئجار العديد من النماذج من الذكور والإناث لدفع اختراعه الجديد حول متجره وإظهار فائدتهم، وكذلك التحيات لشرح استخدامها، أصبحت عربات التسوق ذات الطراز القابل للطي شائعة للغاية وأصبح جولدمان مليونيرا من خلال جمع الملوك على كل طي تصميم عربة التسوق في الولايات المتحدة.
صنع جولدمان أيضًا «عربة التعشيش» الأكثر دراية والأكثر حداثة بموجب ترخيص منحته عربات التلسكوب، في عام 1946، قامت أورلا واتسون، المؤسس المشارك لـعربات التلسكوب، بتطوير عربة تسوق مبتكرة «تداخل» لا تتطلب التفكيك بعد كل استخدام كما فعلت تصاميم جولدمان، والتي سمحت لعربات التسوق بالتلسكوب أو «العش»، ببساطة عن طريق دفع العربات معًا، حصل غولدمان على براءة اختراع خاصة به بعنوان «عش كارت» على مدار عام لاحق في عام 1948، لذلك أمرت شركة واتسون من عربات التلسكوب، بالتحقيق في التداخل بسبب انتهاك مزعوم للبراءة خلال نفس الفترة الزمنية، في حل توفيقي، وافق بنك جولدمان على التخلي عن حقوقه في براءة اختراعه الحالية ووافق على دفع مبلغ 1 دولار عن الأضرار المزيفة، بالمقابل، وافقت عربات التلسكوب، على ترخيص حصري مُنح لشركة جولدمان لإنتاج عربة التلسكوب أو «التداخل»، تشكل عربة التليسكوب، بناءً على براءة الاختراع الصادرة لـواتسون، أساسًا لتصميمات عربة التسوق المستخدمة حتى الآن، وقد تم دفع جميع الرسوم المتعلقة بالتصميم الجديد لشركة عربات التلسكوب، حتى انتهاء صلاحية براءة الاختراع الخاصة بها.

## اختراعات أخرى
تشمل الاختراعات الأخرى التي قام بها جولدمان ساكر البقالة، حامل السلة القابل للطي بين المكاتب، وحامل زجاجة الحليب مفيد، كما ابتكر جولدمان عربة الأمتعة.

## إحسان
كان جولدمان وزوجته معروفين بأعمالهم الخيرية، بصفته راعياً للفنون، ساهم بالعديد من الأعمال الفنية لمؤسسات أوكلاهوما، لقد أعطى الوقت والمال للمؤتمر الوطني للمسيحيين واليهود في المركز الجنوبي الغربي للعلاقات الإنسانية بجامعة أوكلاهوما، حصل على العديد من الأوسمة، بما في ذلك الرئيس الفخري لقبيلة باوني الهندية (1950)، وجائزة إليانور روزفلت للعلوم الإنسانية (1965)، وهو استشهاد بالخدمة المتميزة من جامعة أوكلاهوما (1971)، ودمجه في قاعة مشاهير أوكلاهوما (1971)، ودكتوراه فخرية في القانون من جامعة أوكلاهوما سيتي (1974)، في يناير 1983، انتقل معهد أوكلاهوما للدم إلى مركز سيلفان جولدمان، الواقع في 1001 شمال لنكولن بوليفارد وسمي باسم جولدمان، الذي تبرع بمبلغ 1.5 مليون دولار للمركز.

## حياة شخصية
في 7 يونيو 1931، تزوج جولدمان من مارغريت «فاتنة» كاتز من ستيلووتر، أوكلاهوما، كان لديهم ابنان: مونت هنري جولدمان وألفريد دريفوس جولدمان.